# Södertälje
Södertälje je město a zároveň sídlo stejnojmenné obecní správy v kraji Stockholm na území provincie Södermanland. V roce 2010 v něm žilo 64 619 obyvatel. Toto průmyslové město se nachází přibližně 30 km jihozápadně od Stockholmu a je domovem akciové společnosti Scania a výzkumného a vývojového střediska farmaceutické firmy AstraZeneca. Jedná se o multikulturní město, což se odráží v obchodě, kultuře i obyvatelstvu.

## Obyvatelstvo
Obyvatelstvo je multikulturní, protože sem vláda usídluje imigranty a žadatele o azyl. 39% obyvatel je cizího původu a tento poměr se každoročně zvyšuje o 1,5%. Hlavní menšinou jsou křesťanští Asyřané, kteří zde mají pět kostelů a provozují mj. dva fotbalové týmy (Assyriska FF a Syrianska FC) a dva asyrské televizní kanály. Po válce v Iráku sem přesídlilo mnoho iráckých křesťanů - Södertälje přijalo více iráckých uprchlíků než USA a Kanada dohromady.
Dále zde žije 1500 příslušníků unikátní komunity Mandejců a další obyvatelé jsou z různých zemí světa, např. z bývalé Jugoslávie.

## Ekonomika
Sídlí zde Scania, švédský výrobce nákladních automobilů, autobusů a lodních a průmyslových motorů. Své švédské ústředí zde má Volkswagen Group. Výrobní kapacity zde má farmaceutická firma AstraZeneca. Nachází se zde také přístav, druhý nejdůležitější ve Stockholmském kraji.

## Sport
Nachází se zde švédský hokejový tým Södertälje SK.